# Рихилампи
Рихилампи — река в России, протекает по Суоярвскому району Карелии. Впадает в озеро Кюляярви. Длина реки составляет 20 км, площадь водосборного бассейна — 90,1 км².

## Данные водного реестра
По данным государственного водного реестра России относится к Балтийскому бассейновому округу, водохозяйственный участок реки — Реки Карелии бассейна Балтийского моря на границе РФ с Финляндией, включая оз. Лексозеро. Относится к речному бассейну реки Реки Карелии бассейна Балтийского моря.
Код объекта в государственном водном реестре — 01050000112102000010495.